# Thiago Alves
Thiago Hernández Alves (* 22. Mai 1982 in São José do Rio Preto) ist ein ehemaliger brasilianischer Tennisspieler.

## Leben und Karriere
Alves ist vor allem auf der ATP Challenger Tour erfolgreich. Im Einzel gewann er bislang sieben Titel, im Doppel drei. Sein Debüt auf der ATP World Tour gab er 2001 in Costa do Sauípe, schied jedoch in der 1. Runde aus. Den ersten Sieg auf World-Tour-Niveau errang er erst im Jahr 2006, als er Tomas Behrend in der Auftaktrunde in Newport in zwei Sätzen bezwang.
Bei Grand-Slam-Turnieren gelang ihm mehrfach der Einzug in die zweite Runde.
In der Weltrangliste waren seine beste Positionen Rang 88 im Einzel zum 13. Juli 2009 und Rang 151 im Doppel zum 30. Oktober 2006.
Im Jahr 2008 wurde er erstmals und auch bisher zum einzigen Mal für die brasilianische Davis-Cup-Mannschaft nominiert. Dabei kam er in zwei Einzelbegegnungen des Weltgruppen-Relegationsspiels gegen Kroatien zum Einsatz, verlor jedoch beide Spiele. Brasilien verlor das Spiel mit 1:4.
Thiago Alves spielte sein letztes Turnier im Oktober 2013 in São José do Rio Preto und wird seit Oktober 2014 nicht mehr in den Weltranglisten geführt.

## Erfolge
| Legende (Anzahl der Siege)  |
| Grand Slam                  |
| ATP World Tour Finals       |
| ATP World Tour Masters 1000 |
| ATP World Tour 500          |
| ATP World Tour 250          |
| ATP Challenger Tour (10)    |

### Einzel

#### Turniersiege
| Nr. | Datum            | Turnier        | Belag     | Finalgegner    | Ergebnis       |
| --- | ---------------- | -------------- | --------- | -------------- | -------------- |
| 1.  | 15. August 2005  | Manta (1)      | Hartplatz | Lesley Joseph  | 6:4, 6:1       |
| 2.  | 10. Oktober 2005 | Quito          | Sand      | Marcos Daniel  | 1:6, 7:61, 6:2 |
| 3.  | 31. Juli 2006    | Belo Horizonte | Hartplatz | André Sá       | 6:3, 0:6, 6:4  |
| 4.  | 14. August 2006  | Manta (2)      | Hartplatz | Brian Dabul    | 6:2, 6:2       |
| 5.  | 6. Januar 2008   | São Paulo (1)  | Hartplatz | Carlos Berlocq | 6:4, 3:6, 7:5  |
| 6.  | 8. Januar 2012   | São Paulo (2)  | Hartplatz | Gastão Elias   | 7:65, 7:61     |
| 7.  | 18. März 2012    | Guadalajara    | Hartplatz | Paolo Lorenzi  | 6:3, 7:64      |

### Doppel

#### Turniersiege
| Nr. | Datum          | Turnier   | Belag     | Partner         | Finalgegner                   | Ergebnis         |
| --- | -------------- | --------- | --------- | --------------- | ----------------------------- | ---------------- |
| 1.  | 2. Januar 2006 | São Paulo | Hartplatz | Flávio Saretta  | Lucas Engel André Ghem        | 7:610, 6:3       |
| 2.  | 13. März 2006  | Salinas   | Hartplatz | Júlio Silva     | André Ghem Alexandre Simoni   | 7:65, 6:4        |
| 3.  | 2. August 2010 | Segovia   | Hartplatz | Franco Ferreiro | Brian Battistone Harsh Mankad | 6:2, 5:7, [10:8] |